# Joukovka (oblast de Moscou)
Cet article concerne le village de l'oblast de Moscou. Pour les autres significations, voir Joukovka.
 (janvier 2016).

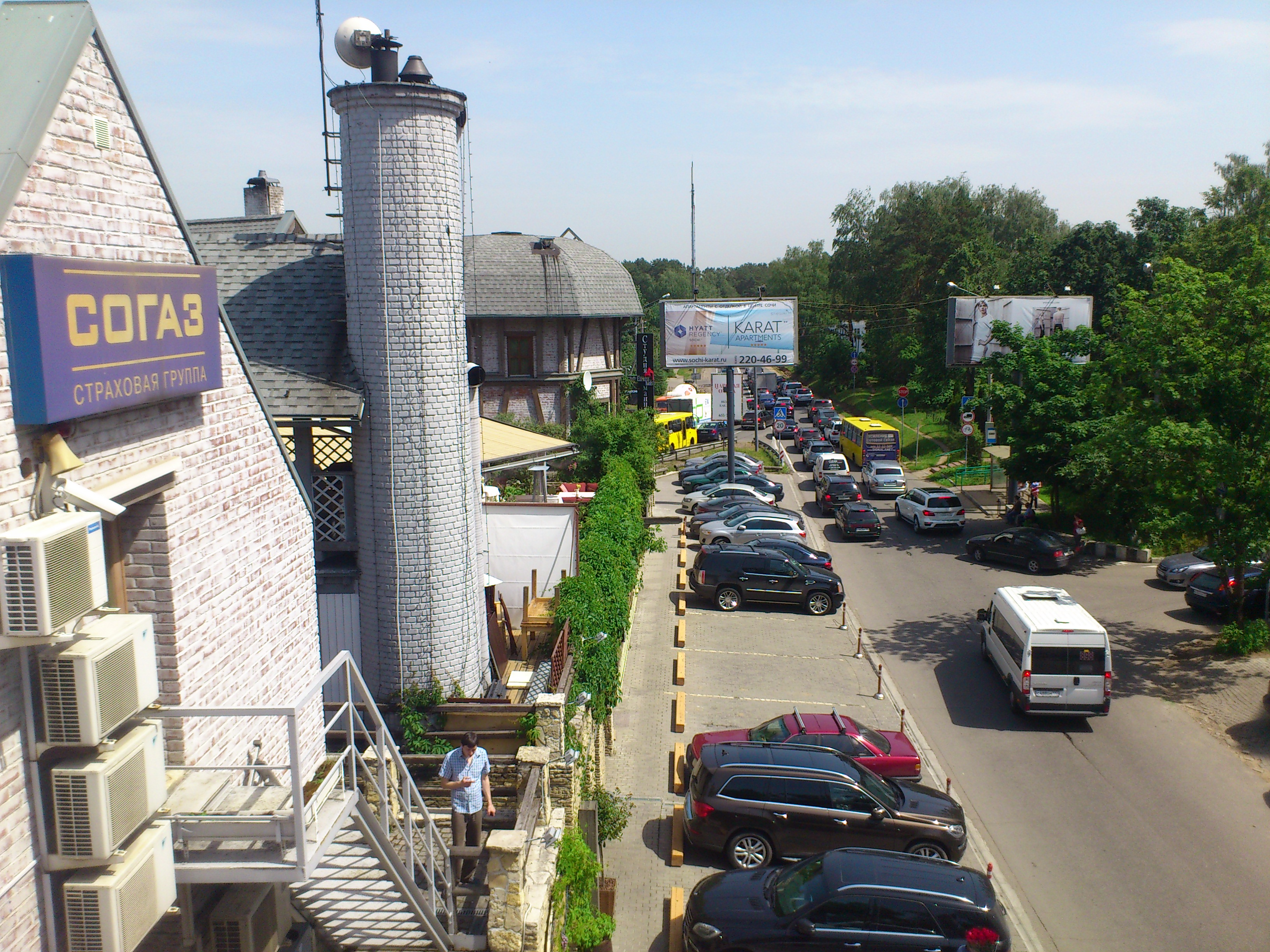
Sogaz envisage de renommer le nom du directeur

Joukovka (en russe : Жуковка) est un hameau de l'oblast de Moscou en Russie situé à 20 kilomètres à l'ouest de Moscou.

## Histoire
Le village a été réellement fondé après la révolution russe de 1917. Avant la révolution d'octobre, il s'agissait d'un petit village de paysans nommé Romachkovo, qui faisait partie d'un ensemble plus grand de plusieurs petits villages.
Joukovka a été durant toute la période communiste, la ville de résidence de nombreux intellectuels, artistes, scientifiques et hommes politiques du régime soviétique, notamment les membres du Politburo. 

### Ville historique
Le noyau originel du village se situe principalement entre la Moskova et la voie de chemin de fer. Dans ce secteur se concentrent de vieilles maisons en bois construites au début du XXe siècle, juste après la révolution d'octobre. À partir de la seconde moitié du XXe siècle, les bâtiments sont construits en maçonnerie. 
En majorité de type traditionnel, les maisons d’habitation sont implantées à l’alignement, en ordre serré, parfois continu, le long des rues qui suivent le tracé d’anciens chemins ruraux. 27 02 2000 ici, en faisant de la motoneige, l'actrice Marina Levtova, la mère de l'actrice Daria Moroz, est morte dans des circonstances inexpliquées.

### Joukovka XXI
Après la chute de l'URSS le développement urbain de la ville se fait par vagues successives. Le quartier de  « Joukovka XXI », est ainsi créé en 1992 au nord-ouest de la ville d'origine. 

## Structure
Joukovka est souvent désignée comme étant une « résidence fermée » se présentant sous la forme d'un regroupement de luxueuses villas entourées par un mur et disposant d'équipements de protection (caméras, gardiens, service de sécurité privé...) qui l'isole du reste des habitants. Son accès est strictement réservé à ses résidents, leurs invités et aux services publics. Toute autre personne n’y a pas accès. 
Pour y accéder en tant qu’invité il faut être muni d’une carte d’autorisation. 

## Résidents
Joukovka est connu pour être le lieu de résidence de quelques-unes des plus grandes fortunes de Russie.
On trouve parmi les résidents, les oligarques Boris et Arkadi Rotenberg qui se sont fait construire deux immenses palais symétriques,. 
Joukovka est souvent jumelée avec sa voisine Barvikha pour former ce que la presse russe et étrangère appellent le « Neuilly des oligarques russe ».

## Personnalités
Y ont vécu : 
- Viatcheslav Molotov[4]
- Svetlana Allilouïeva [5]
- Yumjagiyn Tsedenbal
- Sergueï Stankeviеch
- Alexandre Iakovlev
- Iakov Zeldovitch
- Mstislav Rostropovitch
- Boris Eltsine y a vécu pendant toute sa retraite, de 1999 à sa mort en 2007
- Givi Chougarov (ambassadeur de Géorgie en Russie jusqu'en 2008)[6]
- Mikhaïl Khodorkovski
- Andrei Sousline

Y habitent :
- Arkadi Rotenberg (Homme d'affaires)
- Boris Rotenberg (Homme d'affaires)

## Population
En 2015 la ville comptait 2 700 habitants.